# اليالني
قرية اليالني أو إيلان أو ايلان أو يلانلي كلها اسم لهذه القرية التي تقع شرقي مدينة حلب
في سوريا وتعتبر هذه القرية الحدودية للمناطق الإدارية لمدن الباب ومنبج وجرابلس وهي تابعة لناحية العريمة، منطقة الباب , وتبعد عن مدينة الباب حوالي 30 كم إلى الشمال الشرقي.
تشتهر اليالني بزراعة الاشجار المثمرة مثل الزيتون والعنب وزراعة الحبوب ,
يوجد بالقرية مدرستان 2 ابتدائية و 2 اعدادية وثانوية.
يقدر عدد سكانها بحدود 3000 نسمة.